# Les Quatre (téléfilm)
Pour les articles homonymes, voir Les Quatre (homonymie).
Les Quatre (The Big Four) est un téléfilm britannique de la série télévisée Hercule Poirot, réalisé par Peter Lydon, sur un scénario de Mark Gatiss et Ian Hallard, d'après le roman Les Quatre, d'Agatha Christie.
Ce téléfilm, qui constitue le 67e épisode de la série, a été diffusé au Royaume-Uni le 23 octobre 2013 sur ITV. En France, la première diffusion a eu lieu le 20 décembre 2013 sur TMC.
Le téléfilm marque le retour de Hugh Fraser en capitaine Hastings, ainsi que ceux, pour la dernière fois, de Philip Jackson en désormais commissaire adjoint Japp et Pauline Moran en Miss Lemon.

## Synopsis
Alors que la menace d'une nouvelle guerre plane sur le monde, un grand maître russe meurt mystérieusement pendant une partie d'échecs organisée par le Parti de la Paix. Hercule Poirot enquête avec son vieil ami Japp, désormais commissaire adjoint, mais meurtres et disparitions commencent à s'enchaîner, attribués à une organisation criminelle appelée les Quatre Grands. 

## Production

### Développement
En novembre 2011, ITV annonce la mise en production de cinq épisodes pour une dernière saison dont la diffusion est prévue courant 2013.
Le téléfilm marque le retour de Hugh Fraser en capitaine Hastings, vu la dernière fois dans Les Vacances d'Hercule Poirot en 2001. C'est également le retour pour la dernière fois de Philip Jackson en désormais commissaire adjoint Japp et Pauline Moran en Miss Lemon, apparus pour la dernière fois dans Meurtre en Mésopotamie en 2001.

### Fiche technique
- Titre français : Les Quatre
- Titre original : The Big Four
- Réalisation : Peter Lydon

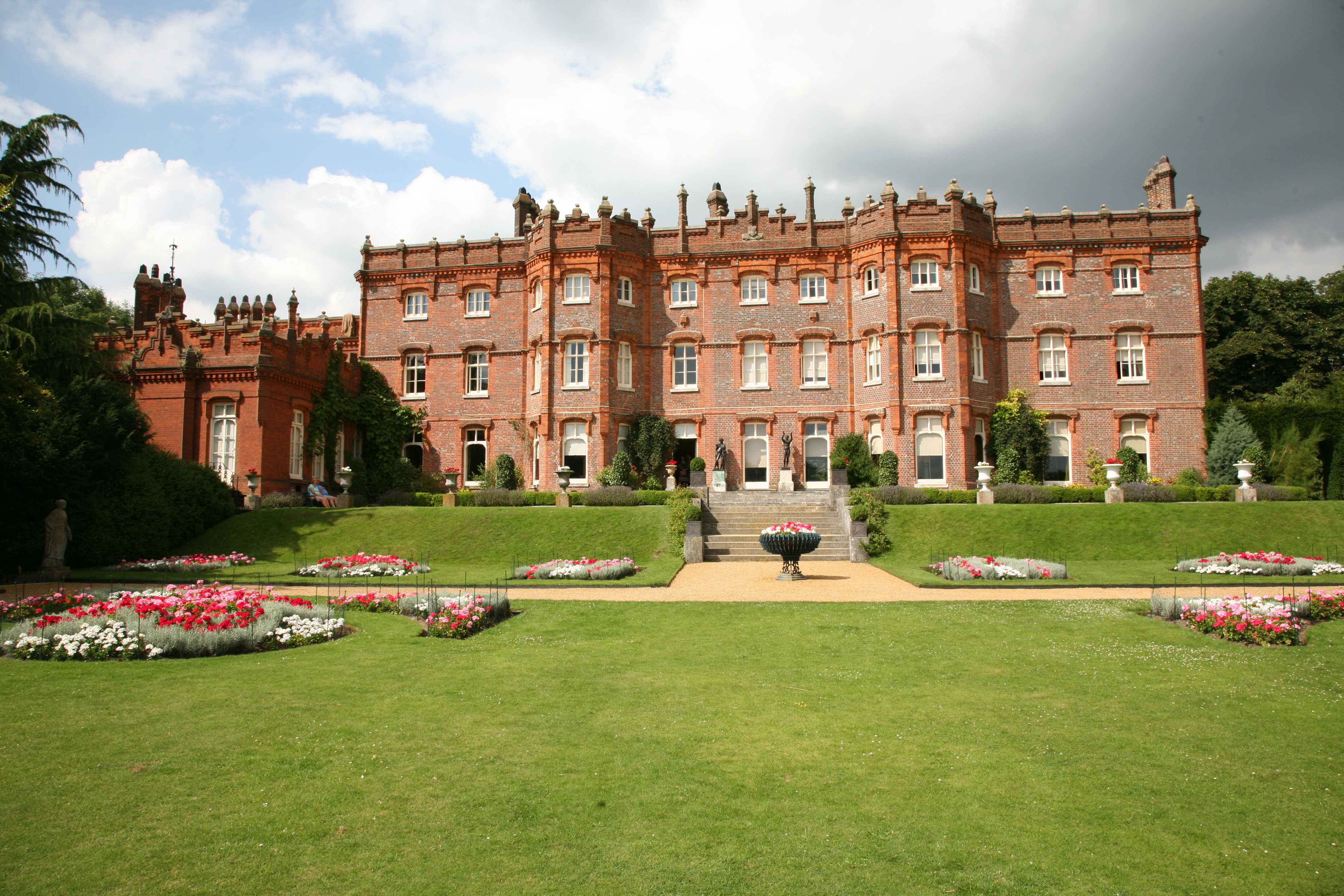
Hughenden Manor

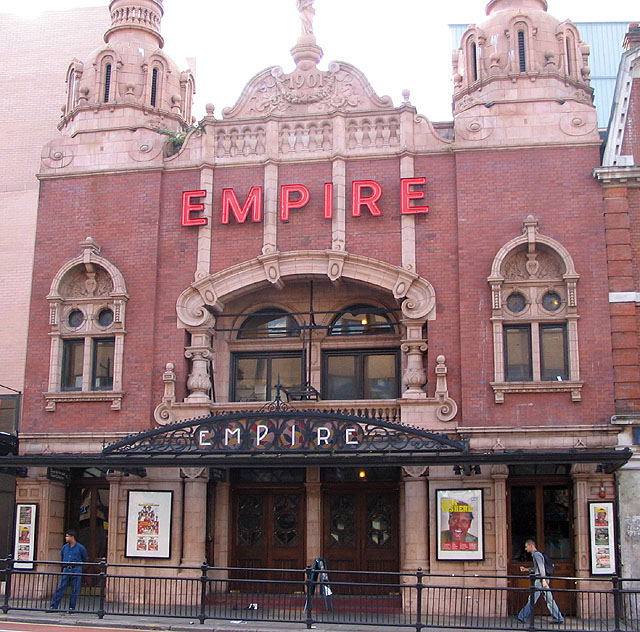
Hackney Empire

- Scénario : Mark Gatiss et Ian Hallard, d'après le roman Les Quatre (1927) d'Agatha Christie
- Décors : Jeff Tessler
- Costumes : Sheena Napier
- Photographie : Niels Reedtz Johansen
- Montage : Richard Elson
- Musique originale : Christian Henson
- Casting : Susie Pariss
- Production : David Boulter
  - Production déléguée : Julie Burnell, Rebecca Eaton, Hilary Strong, Mathew Prichard, Michele Buck, Karen Thrussell et Damien Timmer
  - Production associé : David Suchet
- Sociétés de production : ITV Studios, Masterpiece et Agatha Christie Ltd.
- Durée : 90 minutes
- Pays d'origine :  Royaume-Uni
- Langue originale : Anglais
- Genre : Policier
- Ordre dans la série : 67e - (2e épisode de la saison 13)
- Premières diffusions :
  -  Royaume-Uni : 23 octobre 2013 sur ITV
  -  France : 20 décembre 2013 sur TMC

### Lieux de tournage
- Hughenden Manor (en), High Wycombe, Buckinghamshire en Angleterre, comme demeure de Jonathan Whalley[3]
- Syon House, Borough londonien de Hounslow, Londres, pour la scène du jeu d'échecs[3]
- Théâtre Hackney Empire, Londres, pour le final sur scène[4]

## Distribution
- David Suchet (VF : Philippe Ariotti) : Hercule Poirot
- Hugh Fraser (VF : Jean Roche) : Capitaine Arthur Hastings
- Philip Jackson (VF : Jean-Pierre Moulin) : Commissaire adjoint James Japp
- Pauline Moran (VF : Laure Santana) : Miss Felicity Lemon
- David Yelland (VF : ?) : George
- Tom Brooke : le journaliste Lawrence Boswell Tysoe
- Nick Day : John Ingles
- James Carroll Jordan (VF : Jean-Claude Donda) : Abe Ryland
- Patricia Hodge (VF : Annie Balestra) : Madame Olivier
- Steven Pacey : Stephen Paynter
- Simon Lowe (VF : Bernard Gabay) : Dr Claude Quentin
- Michael Culkin : Professeur Ivan Savaranoff
- Lou Broadbent : Mabel Palmer
- Sarah Parish (VF : Michèle Lituac) : Flossie Monro
- Peter Symonds : Jonathan Whalley
- Barbara Kirby : Mrs Betsy Andrews
- Nicholas Burns : Inspecteur Meadows
- Alex Palmer : Robert Grant
- Teresa Banham : Diana Paynter
- Jack Farthing : Gerald Paynter

## Changements par rapport au livre
Le dénouement du téléfilm diffère fortement de celui du roman dont il est l'adaptation.
Dans le roman, les Quatre sont une véritable organisation criminelle, qui périt à la fin de l'histoire, tandis que dans le téléfilm ce n'est qu'une mise en scène.
Hastings n'a qu'un rôle tertiaire par rapport au roman, la sous-intrigue concernant son enlèvement n'est pas adapté.
Toute l'intrigue se déroule à Londres alors que dans le roman elle se déroule également en France.
Dans le roman le numéro 4 est juste un acteur devenu criminel, alors que dans l'épisode il devient un criminel pour pouvoir courtiser un autre actrice de sa troupe, qui n'apparaît pas dans le roman.
Le personnage du journaliste est inventé pour le film.
Miss Lemon n'apparaît pas dans le roman.
Les numéros 1, 2 et 3 sont de parfaits innocents, membres d'un parti pour la paix, alors que dans le livre ce sont des criminels.
Le joueur d'échecs russe ne meurt pas dans le roman car il est joué par le numéro 4 et c'est son adversaire qui est tué. En réalité le joueur russe est décédé des années plus tôt pendant la révolution.
Mr Ingles a un rôle plus important dans le roman et est tué par les Quatre.

## Accueil
Le téléfilm est vu par 4,4 millions de téléspectateurs au Royaume-Uni.
En France, le téléfilm est suivi par 1,3 million de téléspectateurs, soit 5,3 % de part d'audience, se plaçant 6e programme de la soirée.